# Idiocera (Idiocera) terribilis
Idiocera (Idiocera) terribilis is een tweevleugelige uit de familie steltmuggen (Limoniidae). De soort komt voor in het Oriëntaals gebied.